# Brian Thomas Smith
Brian Thomas Smith (n. 13 mai 1977, Saint Louis, Missouri, SUA) este un actor și comic american cunoscut pentru rolul lui Zack Johnson în serialul Teoria Big Bang timp de nouă sezoane. Acesta a apărut și seriale precum Fear Factor⁠(d), Doi bărbați și jumătate, Finaluri fericite⁠(d), Vecinii noștri, 9-1-1: Lone Star⁠(d) și United States of Al⁠(d). A apărut pe marele ecran alături de Al Pacino și Annette Bening în filmul lui Dan Fogelman⁠(d) Danny Collins⁠(d). Alte filme în care Smith a obținut roluri includ Lethal Seduction, Babysplitters, The Wedding Party și Concrete Blondes.

## Biografie
Smith are un frate mai mic, Greg, care a participat împreună cu el la The Amazing Race 7⁠(d).
A absolvit Universitatea Central Missouri State⁠(d) înainte să se muta în Los Angeles. A fost membru al trupei de sketch comedy⁠(d) The Exploding Pijamas. Smith este de origine engleză, irlandeză, galeză, germană, cherokee și evreiască.

## Cariera
Smith a apărut în peste 100 de reclame, inclusiv pentru companiile Miller Lite⁠(d), Pizza Hut, Burger King, State Farm, Lopez Tonight⁠(d), Chevrolet, Carl's Jr.⁠(d), Coors Light⁠(d), Budweiser⁠(d), Taco Bell, DirecTV⁠(d), Pop Chips, Buffalo Wild Wings⁠(d), Honda, Corona⁠(d), Applebee's⁠(d), DairyQueen⁠(d), Audi și Progressive Insurance⁠(d).
În 2005, a jucat într-o reclamă la bere Heineken⁠(d)cu Jennifer Aniston pentru piața din afara Statelor Unite.
În 2005, Smith a apărut în serialul competițional de televiziune The Amazing Race 7 împreună cu fratele său. Cei doi au fost implicați într-un accident de mașină în timpul celei de-a șasea etape, cameramanul fiind singurul rănit. Aceștia au fost eliminați în etapa următoare în timpul celui de-al șaselea episod și s-au clasat pe locul șase în final.
În 2006, Smith a fost ales pentru rolul principal în episodul pilot al serialului de comediei The 12th Man.
În 2010, Smith s-a alăturat distribuției serialului Teoria Big Bang într-un rol episodic, interpretându-l pe fostul iubit naiv al lui Penny, Zack Johnson.
În 2021, Smith a fost obținut un rol episodic în serialul United States of Al.

## Filmografie

### Filme
| An   | Titlu                        | Rol            | Note        |
| ---- | ---------------------------- | -------------- | ----------- |
| 2006 | The 12th Man                 | Adam Rump      |             |
| 2008 | No Place Like Home           | Matt           | Scurtmetraj |
| 2009 | The Moonlighters             | Bob            | Scurtmetraj |
| 2009 | Perry's Fairies              |                | Scurtmetraj |
| 2009 | The Indies                   | Sean           | Scurtmetraj |
| 2010 | All American Zombie Drugs    | Bobby          |             |
| 2012 | Lucy in the Sky with Diamond | Brian          | Scurtmetraj |
| 2012 | Surprise                     | Matthew        | Scurtmetraj |
| 2012 | Hot Neighbours               | Judd           | Scurtmetraj |
| 2012 | Concrete Blondes             | Karl           | Scurtmetraj |
| 2013 | Casual                       | Guy            |             |
| 2015 | Lethal Seduction             | Randy          |             |
| 2015 | Danny Collins                | Judd/Busy Work |             |
| 2018 | Big Muddy                    | Bo             |             |
| 2020 | Babysplitters                | Dr Palmer      |             |

### Seriale
| An      | Titlu                 | Rolu              | Note                                           |
| ------- | --------------------- | ----------------- | ---------------------------------------------- |
| 2001    | Friends               | Strip club patron | Sezonul 8, Episodul 11 (necreditat, 0 replici) |
| 2005    | The Amazing Race      | Himself           | Sezonul 7                                      |
| 2006    | Two and a Half Men    | Emmett            | 1 episod                                       |
| 2010    | A Good Knight's Quest | Agent One         | 8 episoade                                     |
| 2010    | The Indies            | Sean              | 2 episoade                                     |
| 2010–19 | The Big Bang Theory   | Zack Johnson      | Rol episodic, 11 episoade                      |
| 2010–11 | Casual: The Series    | Guy               | Sezonul 1–3 (17 episoade)                      |
| 2012    | Happy Endings         | Nick              | "Party of Six"                                 |
| 2012    | Wolfpack of Reseda    | Vance             | Sezonul 1 ( 5 episoade)                        |
| 2012    | Suit Up               | Bjorn Hansen      | Rol episodic, 4 episoade                       |
| 2019    | The Neighborhood      | Ed                | Episodul: "Welcome to the Bully"               |
| 2020    | 9-1-1: Lone Star      | Andrew Reynolds   | Episodul: "Awakening"                          |
| 2021–22 | United States of Al   | Freddy            | Rol episodic                                   |